# 香港童軍總會
香港童軍總會（英語：Scout Association of Hong Kong），依據《香港法例》第1005章之《香港童軍總會條例》而設立，該法案賦予童軍總會權力經其會務委員會制定會章。該會章批准制訂各項規條以管理本會事務，即「香港童軍總會政策、組織及規條」。香港童軍總會的總領袖，由香港特別行政區行政長官出任，現任總領袖為李家超。
經過1909年，最早出現的童軍活動後，聖若瑟書院在1914年從童軍總會登記成立香港首個童軍旅(香港第一旅，現為港島第一旅），香港童軍總會遂於1915年7月正式成立。從1977年起，香港分會正式從英國總會獨立，成為世界童軍運動組織的第111個成員。香港童軍總會從1978年起才正式接納女性成員。
截至2021年底，香港童軍總會有成員84,432人，共有38,652位年齡介乎8至26歲的青年會員，分佈在1,255個旅團及其他單位之內，是全香港最大的制服青少年團體。其總部設於九龍尖沙咀香港童軍中心。會務由香港總監負責，轄下有5個地域及44個區。

## 總領袖及香港總監
香港總領袖一職在1997年香港回歸之前，一直由香港總督出任，香港回歸後則改由香港特別行政區行政長官出任。現任總領袖李家超先生，大紫荊勳賢，SBS，PDSM，PMSM，JP，會長為潘兆初法官，執行委員會主席為葉永成先生，SBS，MH，JP，香港總監為黎偉生博士，IMSM。

### 歷屆香港總領袖[5]
| 任數 | 姓名                                    | 任期           |
| ---- | --------------------------------------- | -------------- |
| 1    | 梅含理爵士，GCMG                        | 1912年－1919年 |
| 2    | 司徒拔爵士，GCMG                        | 1919年－1925年 |
| 3    | 金文泰爵士，GCMG                        | 1925年－1930年 |
| 4    | 貝璐爵士KCMG，KBE                       | 1930年－1935年 |
| 5    | 郝德傑爵士KCMG，CBE                     | 1935年－1937年 |
| 6    | 羅富國爵士KCMG                          | 1937年－1941年 |
| 7    | 楊慕琦爵士，GCMG                        | 1941年－1947年 |
| 8    | 葛量洪爵士，GCMG                        | 1947年－1958年 |
| 9    | 柏立基爵士，GCMG，OBE                   | 1958年－1964年 |
| 10   | 戴麟趾爵士，GCMG                        | 1964年－1971年 |
| 11   | 麥理浩勳爵，KT，GBE                     | 1971年－1982年 |
| 12   | 尤德爵士，GCMG，MBE                     | 1982年－1986年 |
| 13   | 衛奕信勳爵，KT，GCMG                    | 1987年－1992年 |
| 14   | 彭定康勳爵，KG                          | 1992年－1997年 |
| 15   | 董建華，大紫荊勳賢                      | 1997年－2005年 |
| 16   | 曾蔭權，大紫荊勳賢，KBE                 | 2005年－2012年 |
| 17   | 梁振英，大紫荊勳賢，GBS，JP             | 2012年－2017年 |
| 18   | 林鄭月娥，大紫荊勳賢，GBS               | 2017年－2022年 |
| 19   | 李家超，大紫荊勳賢，SBS，PDSM，PMSM，JP | 2022年 -       |

### 歷屆香港總監[6]
| 任數 | 姓名                                     | 年期           |
| ---- | ---------------------------------------- | -------------- |
| 1    | Alexander Anderson McHardy（麥夏德少校） | 1914年－1915年 |
| 2    | Robert Hamilton Anstruther（安史導中將） | 1915年－1920年 |
| 3    | F.J.Brown（寶雲中校）                    | 1920年－1921年 |
| 4    | George Turner Waldegrave（華德利牧師）   | 1921年－1934年 |
| 5    | Nelson Victor Halward （侯利華會督）     | 1934年－1950年 |
| 6    | 柯昭璋                                   | 1950年－1953年 |
| 7    | 陸榮生                                   | 1953年－1954年 |
| 8    | 高本                                     | 1954年－1963年 |
| 9    | 羅徵勤，JP                               | 1963年－1973年 |
| 10   | 馬基，JP                                 | 1973年－1984年 |
| 11   | 周湛燊，OBE，JP                          | 1985年－1996年 |
| 12   | 許招賢，BBS，CPM                         | 1997年－2003年 |
| 13   | 鮑紹雄，SBS                              | 2004年－2007年 |
| 14   | 陳傑柱，PMSM                             | 2007年－2011年 |
| 15   | 張智新                                   | 2011年－2015年 |
| 16   | 吳亞明                                   | 2015年－2019年 |
| 17   | 劉彥樑                                   | 2019年－2023年 |
| 18   | 黎偉生，IMSM                             | 2023年 -       |

## 組織[7]

### 童軍旅團類別
童軍旅可根據以下任何一個類別註冊：
- 1) 公開旅 – 不隸屬任何機構，並採取公開招收成員的政策。
- 2) 團體旅 – 由獲認可的機構註冊主辦，而並具有與主辦機構協議訂定的招收成員政策：

### 童軍旅團組成
一個童軍旅可由以下一個或多個支部組成：
| 支部                     | 年齡層   | 設立童軍團類別                      | 設立童軍團類別                  | 設立童軍團類別                      |
| ------------------------ | -------- | ----------------------------------- | ------------------------------- | ----------------------------------- |
| 小童軍 Grasshopper Scout | 4～8     | 小童軍團 Grasshopper Scout Ring     | 小童軍團 Grasshopper Scout Ring | 小童軍團 Grasshopper Scout Ring     |
| 幼童軍 Cub Scout         | 71/2～12 | 幼童軍團 Cub Scout Pack             | 幼童軍團 Cub Scout Pack         | 幼童軍團 Cub Scout Pack             |
| 童軍 Scout               | 11～16   | 海童軍團 Sea Scout Troop            | 童軍團 Scout Troop              | 空童軍團 Air Scout Troop            |
| 深資童軍 Venture Scout   | 15～21   | 深資海童軍團 Sea Venture Scout Unit | 深資童軍團 Venture Scout Unit   | 深資空童軍團 Air Venture Scout Unit |
| 樂行童軍 Rover Scout     | 18～26   | 樂行海童軍團 Sea Rover Scout Crew   | 樂行童軍團 Rover Scout Crew     | 樂行空童軍團 Air Rover Scout Crew   |

海童軍旅
除1987年4月1日前已在香港童軍總會註冊外，所有童軍旅均不可以註冊稱為海童軍旅，但童軍旅仍可包括有海/空童軍團或深資海/空童軍團或樂行海/空童軍團，直至2022年恢復成立海童軍旅及允許開設空童軍旅。
海童軍旅如下：
| 旅號              | 主辦機構及所屬區會                       | 備註               |
| ----------------- | ---------------------------------------- | ------------------ |
| 港島第1海童軍旅   | 香港童軍總會港島地域，港島南區           |                    |
| 港島第3海童軍旅   | 香港航海學校 ，港島南區                  |                    |
| 港島第4海童軍旅   | 香港游艇會，灣仔區                       | 2023年2月復辦      |
| 港島第5海童軍旅   | 公開旅，灣仔區                           | 前新法書院旅團     |
| 港島第6海童軍旅   | 南華體育會，灣仔區                       |                    |
| 港島第10海童軍旅  | 東華三院李潤田紀念中學，港島北區         |                    |
| 港島第11海童軍旅  | 香港仔工業學校，港島南區                 |                    |
| 港島第12海童軍旅  | 維多利城區區務委員會，維多利亞城區       |                    |
| 九龍第1海童軍旅   | 九龍第1海童軍旅旅務委員會，紅磡區        |                    |
| 九龍第2海童軍旅   | 何文田區區務委員會，何文田區             |                    |
| 九龍第3海童軍旅   | 公開旅，深水埗西區                       | 前新法書院旅團     |
| 九龍第6海童軍旅   | 香港專業護理學會，何文田區               | 前何文田街坊會旅團 |
| 九龍第8海童軍旅   | 九龍工業學校，深水埗西區                 |                    |
| 九龍第9海童軍旅   | 社會福利署長沙灣社區服務中心，深水埗西區 |                    |
| 九龍第11海童軍旅  | 九龍塘區區務委員會，九龍塘區             |                    |
| 九龍第13海童軍旅  | 香港警察水警總區福利辦事處，油尖區       |                    |
| 九龍第31海童軍旅  | 領島學校校友會，何文田區                 |                    |
| 東九龍第1海童軍旅 | 將軍澳區區務委員會，將軍澳區             |                    |
| 東九龍第3海童軍旅 | 秀茂坪區區務委員會，秀茂坪區             | 已註銷             |
| 東九龍第4海童軍旅 | 鄭植之中學，西貢區                       |                    |
| 新界第1海童軍旅   | 明愛長洲花地瑪聖母堂，離島區             |                    |
| 新界第7海童軍旅   | 新界地域會務委員會，北葵涌區             |                    |
| 新界東第9海童軍旅 | 沙田東區區務委員會，沙田東區             |                    |

### 地域及區會
香港童軍總會轄下有5個地域及44個區會，每地域及區會皆有獨立的組織，亦向自設有獨立的總部。
- 香港童軍總會直轄(1)：銀禧區
- 香港童軍總會港島地域(7)：港島西區、維多利亞城區、灣仔區、港島北區、筲箕灣區、柴灣區、港島南區
- 香港童軍總會九龍地域(9)：深水埗西區、深水埗東區、九龍塘區、九龍城區、何文田區、紅磡區、油尖區、旺角區、深旺區
- 香港童軍總會東九龍地域(8)：慈雲山區、黃大仙區、九龍灣區、觀塘區、鯉魚門區、將軍澳區、秀茂坪區、西貢區
- 香港童軍總會新界地域(11)：元朗西區、元朗東區、十八鄉區、北葵涌區、南葵涌區、青衣區、荃灣區、離島區、大嶼山區[11]、屯門東區、屯門西區
- 香港童軍總會新界東地域(8)：壁峰區、沙田西區、沙田南區、沙田東區、沙田北區、大埔南區、大埔北區、雙魚區

### 誓詞和規律
註：不同者以粗體字標記
| 成員                    | 誓詞                                                                                  | 誓詞                                                                                  | 規律 |
| 成員                    | 現時                                                                                  | 1997年前                                                                              | |
| ----------------------- | ------------------------------------------------------------------------------------- | ------------------------------------------------------------------------------------- | --- |
| 小童軍                  | 我願參加小童軍， 愛神愛人愛國家。                                                     | 我願做個小童軍， 愛神愛人愛香港。                                                     | 日行一善。 |
| 幼童軍                  | 我願盡所能； 對神明，對國家，盡責任； 對別人，要幫助； 對規律，必遵行。               | 我願盡所能； 對神明，對本土，盡責任； 對別人，要幫助； 對規律，必遵行。               | 幼童軍，盡所能， 先顧別人才顧己， 日行一善富精神。                                                                     |
| 童軍 深資童軍 童軍 領袖 | 我願以信譽為誓，竭盡所能； 對神明，對國家，盡責任； 對別人，要幫助； 對規律，必遵行。 | 我願以信譽為誓，竭盡所能； 對神明，對本土，盡責任； 對別人，要幫助； 對規律，必遵行。 | 童軍信用為人敬。 童軍待人要忠誠。 童軍友善兼親切。 童軍相處如手足。 童軍勇敢不怕難。 童軍愛物更惜陰。 童軍自重又重人。 |

## 總會總部

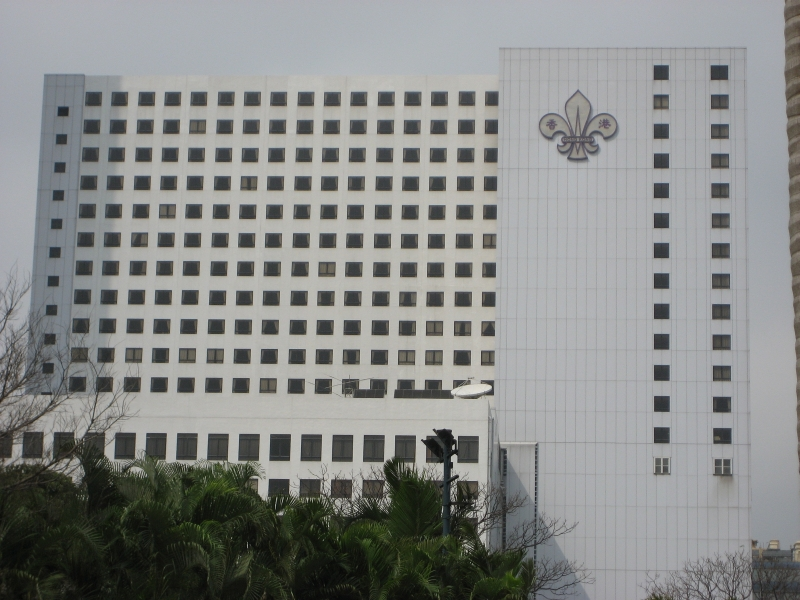
香港童軍中心位於九龍尖沙咀柯士甸道童軍徑

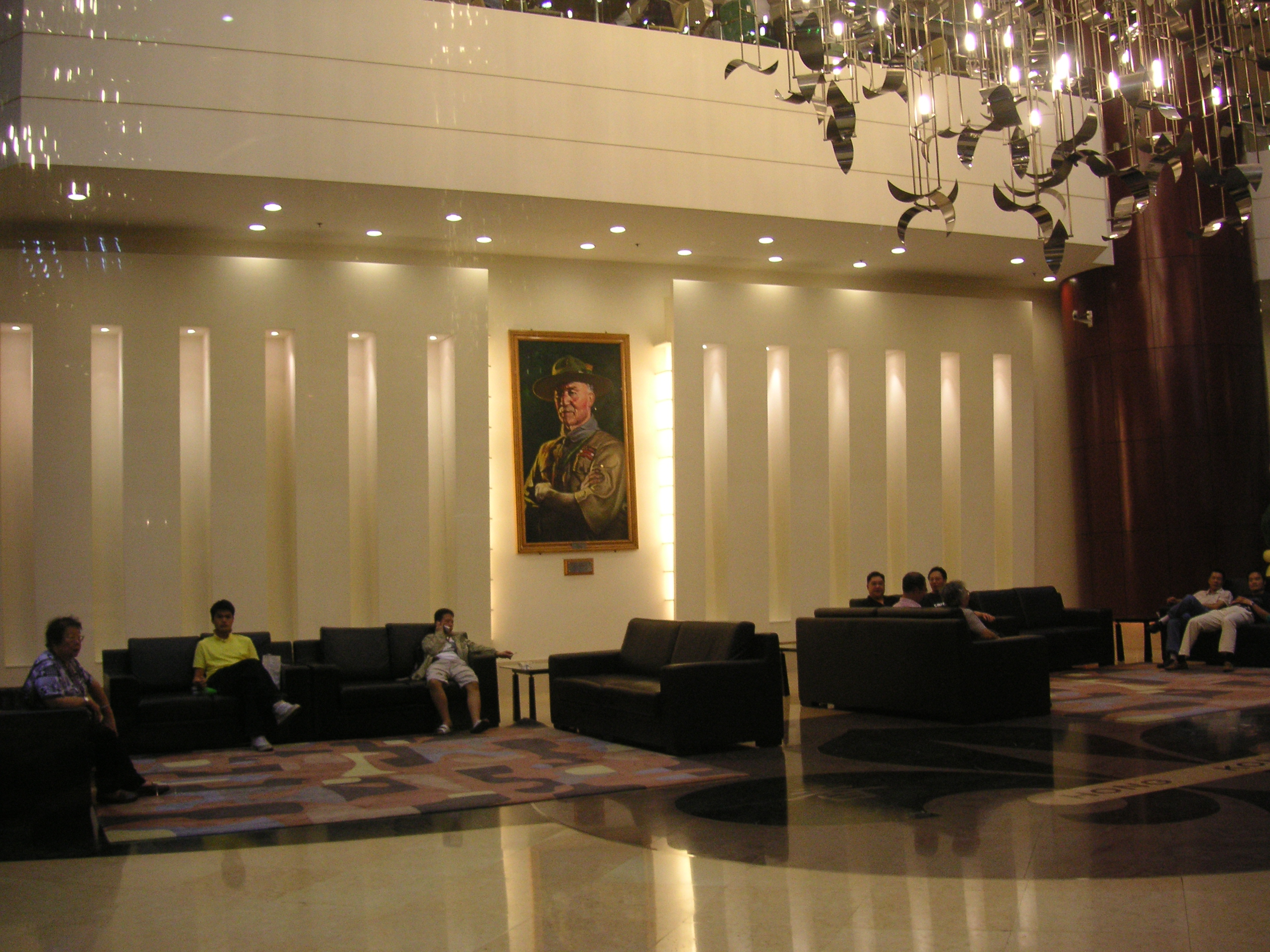
龍堡國際賓館大堂中懸掛了國際童軍運動創始人羅伯特·貝登堡的肖像

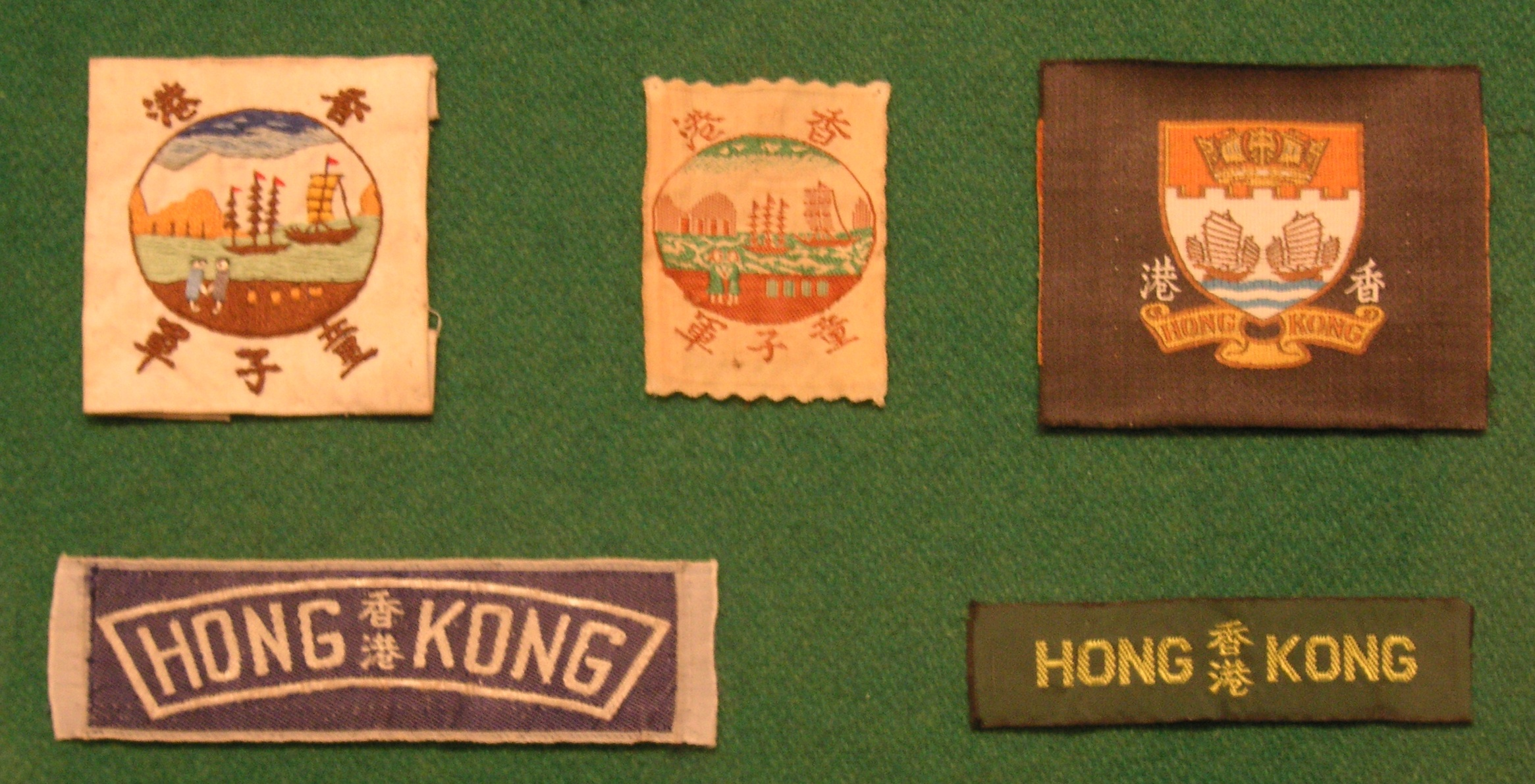
不同的香港徽章

香港童軍初成立時，沒有一個永久性的總部。多年來都是臨時借用舊政府大樓的房間作為辦公室及集會之用，而一些經常性活動也得借用位於告士打道的海員會所來舉行。於第二次世界大戰後得到軍部的幫助，撥出花園道近山頂纜車站的一塊土地建造新總部之用，由當年總會會長摩士爵士主持落成儀式，一所命名為摩士小屋的新總部於1949年11月12日正式啟用。1951年香港童軍實行分區制度。香港區、九龍區及新界區皆共用摩士小屋的總部。直至1954年，由於摩士小屋不足使用，總部搬至摩士大廈。摩士小屋則用作港島地域總部直至1978年。
位於九龍油麻地覺士道9號的摩士大廈得到摩士爵士之捐助，與及當時的香港賽馬會的籌助，加上政府的資助，使總會的夢想得以實現，建成了一所屬於自己的永久會所。這大廈一直使用至1994年7月，香港童軍中心啟用而交還香港政府。
1994年7月，位於柯士甸道童軍徑的新總部——香港童軍中心開幕。香港童軍中心的8至11樓作為香港童軍總會總部的辦公室，包括童軍物品供應社、會議室、總監俱樂部、童軍歷史展覽等。這座大樓的主要構成部分為龍堡國際賓館，這一間商業酒店的利潤會用作總部資金及作童軍運動發展用途。

### 部門
香港童軍總會設立12個署及6個機構，分別行使不同工作。
| 類別 | 名稱             | 職掌 |
| ---- | ---------------- | --- |
| 署   | 行政署           | 負責統籌及執行香港童軍總會的行政工作。 |
| 署   | 訓練署           | 負責制訂及推行香港童軍總會領袖訓練政策、籌劃訓練班及訓練活動，並協調5個地域及總部的領袖訓練工作。 |
| 署   | 傳訊及公共事務署 | 負責制定香港童軍總會的公關策略，肩負對內加強香港童軍總會與各成員之間的聯繫，以及對外宣傳香港童軍運動的使命、目的、方法及服務。 |
| 署   | 產業署           | 負責為香港童軍總會各物業，包括香港童軍中心及其他童軍物業如各營地及活動中心、童軍知友社青少年中心、區及地域總部之的發展、管理、維修及保養等給予意見。 |
| 署   | 國際署           | 由前國際及內聯署拆分，負責與海外童軍會聯絡的事宜，安排本港及外國童軍單位互相探訪，舉辦大型交流活動，並統籌香港童軍成員參與國際性的露營、研討會、會議及其他海外活動。 |
| 署   | 內地事務署       | 由前國際及內聯署拆分，負責與內地青少年組織聯絡的事宜，安排本港及內地青少年互相探訪，舉辦大型交流活動，並統籌香港童軍成員參與內地活動。 |
| 署   | 發展署           | 負責成員增長、旅團支援和社區服務，主要職責包括︰研究及制訂成員增長策略、策劃及推行各項計劃以拓展及保留童軍成員人數、支援童軍旅、推動成員組織及參與社區服務，培育青少年成員成為良好公民，服務社會。                                                                                                 |
| 署   | 青少年活動署     | 負責統籌及制訂各童軍支部活動與訓練政策及施訓方式，定時檢討各童軍支部訓練綱要及手冊，策劃、發展及推廣歡愉而富有教育性及挑戰性的童軍活動從而達到香港童軍總會的目的，代表香港童軍總會與其他青少年及社會服務團體交流聯絡。                                                                             |
| 署   | 人力資源署       | 負責為香港童軍總會提供有效率的人事管理服務，以及有效地執行既定的人事管理政策。 |
| 署   | 財務署           | 負責為香港童軍總會提供有效率的財務管理及監察政策之執行。 |
| 署   | 資訊科技署       | 負責管理香港童軍總會之資訊科技設施及制定資訊科技策略，以配合香港童軍運動的發展。 |
| 署   | 領袖資源署       | 負責執行香港童軍總會童軍成年成員政策，透過有效支援及管理成年成員，提升各級成年成員的素質，從而為青少年成員提供更佳的活動及訓練，以達至支持童軍運動的使命。 |
| 署   | 領袖訓練學院     | 已通過香港學術及職業資歷評審局的評核，提供多項獲香港資歷架構認可的課程。學院為童軍成員及外界人士包括大學、政府部門及工商機構提供由專業人士悉心設計的領袖訓練課程及以個人基礎的實習訓練。 |
| 屬會 | 童軍知友社       | 負責協助香港童軍總會向非童軍之青少年宣揚童軍精神，組織由香港政府資助之青少年服務，以促進青少年個人之成長，鼓勵童軍知友社會員在日常生活中，恪守童軍處世原則；主辦由香港童軍總會委派之各項活動或服務。                                                                                               |
| 屬會 | 綜合教育中心     | 負責為社會不同人士提供教育機會，積極拓展各類型學術及興趣課程。 |
| 屬會 | 貝登堡聯誼會     | 負責聯絡曾在香港參加童軍運動人士，維繫感情，促進友誼，鼓勵貝登堡聯誼會會員在日常生活中，繼續恪守童軍誓詞和規律，發揚童軍精神，支持香港童軍運動，協助香港童軍總會推行其工作，與世界童軍組織及其會員國承認之貝登堡聯誼會，或其他退役童軍人士之組織聯絡，促進世界童軍運動，促進貝登堡聯誼會會員福利。 |
| 屬會 | 童軍物品供應社   | 負責為童軍成員提供制服、徽章及戶外活動所需的一般物品。 |
| 屬會 | 總監俱樂部       | 負責為香港童軍會員、香港童軍總會各級領袖及成年成員舉辦活動，提供設備和場地作為聯誼之用。 |

### 興趣小組
香港童軍總會射擊會
- 於1989年成立，負責推廣射擊運動。

香港童軍總會業餘無線電組
- 於1982年成立，負責推展業餘無線電通訊活動，業餘電台呼號為VR2EA和VR2HKS。

香港童軍總會野外定向會
- 於1986年1月31日成立，負責在童軍總會內推動野外定向活動。

香港童軍總會氣象組
- 於2005年7月9日成立，負責培養成員有注重天氣的意識；將氣象知識推廣和普及；為會內各單位提供專門的意見及技術支援。

香港童軍總會合唱團
- 於2001年成立，並定期舉行集會及練習，以提高童軍成員的音樂知識，期望不久將來能成為一支代表香港童軍總會作公開演出的合唱團。

童軍救護組
於2001年正式成立，其成立目的：
- 為香港童軍總會、地域、區及與童軍有關之大型活動，提供急救服務。
- 為總會培訓童軍領袖成為急救導師，使能為本會童軍成員施教認許之急救訓練。此外，每年均會為童軍支部成員舉辦「急救章」訓練班，並為深資童軍、樂行童軍及各級領袖舉辦成人急救訓練班。
- 為其他教育及非牟利之青少年團體或機構，提供急救講座或服務。
- 藉著推廣「救急扶危」之精神，達到履行童軍誓詞中「對國家，盡責任」及「對別人，要幫助」之承諾。

## 地域總部
| 地域       | 說明 |
| ---------- | --- |
| 港島地域   | 1951年成立之初，其總部同樣設於花園道摩士小屋，與香港童軍總會共用，直至1954年，香港童軍總會遷往九龍覺士道摩士大廈。摩士小屋於是成為香港區的童軍總部。直到1978年才搬到新落成之愛群道鄧肇堅大廈。2010年，由於鄧肇堅大廈地方不足，於現址重建，暫時遷住香港童軍中心1111室。2019年4月1日，遷回香港童軍百周年紀念大樓19樓，同月20日百周年大樓正式開幕                                                                                    |
| 九龍地域   | 位於香港九龍柯士甸道童軍徑香港童軍中心9樓926室；香港童軍中心亦是香港童軍總會及東九龍地域的總部。 |
| 東九龍地域 | 1977年起定於觀塘和樂村；1994年為配合發展及增加行政效率及與總會聯繫更加緊密，遷往尖沙咀柯士甸道童軍徑香港童軍中心9樓923室；香港童軍中心亦是香港童軍總會及九龍地域的總部。 |
| 新界地域   | 新界地方於1958年成立時，辦公室仍附設於覺士道九號的總會會址內。1964年11月29日，改為於上水馬會道的「博雅山房」。由於1978年，香港童軍總會將位於荃灣西樓角的物業(荃灣地方總部、荃灣區總部、南葵涌區總部)交回香港政府供地鐵發展。政府批出葵涌和宜合道一幅土地作交換，而政府又於1985年收回「博雅山房」會址以供擴展文錦公路之用，所以1987年1月21日新界地域總部搬至現今的鄧肇堅男女童軍中心，內另設有荃灣區、南葵涌區及北葵涌區的區總部。 |
| 新界東地域 | 新界東地域總部名為羅定邦童軍中心，位於新界大埔運頭角里。建築物又稱舊北區理民府，原是英國租借新界後興建的首幢民政大樓，建築於1981年11月13日被列入香港法定古蹟，1988年至2000年撥作環境保護署大埔區分處，至2002年才成為新界東地域總部。 |

## 營地及海上活動中心
柴灣營地
香港童軍總會的第一個營地是「柴灣營地」。是總會於1929年以16,000元買入的土地及於同年開幕。1936年在柴灣營地舉行了第一次的木章訓練班。這個營地於1970年交還香港政府以換取大潭用地。柴灣營地後被改建為現時的柴灣公園。大潭用地則用作興建大潭童軍中心。
基維爾營地
1960年，香港政府批出九龍飛鵝山一塊200,000平方米的用地予香港童軍總會作營地。總會把它命名為「基維爾營地」。這一塊營地適合作營藝及各種童軍活動之用。這一個營地鄰近新界西貢區，由九龍彩虹前往需步行約45分鐘。亦有麥理浩徑接達及一條無名小路前往飛鵝山道，位於海拔420米， 由營地步行數分鐘，可看到了整個九龍半島、維多利亞港及香港島北的風光。與其他香港童軍營地不同，營地只建有辦公室等設施，現由九龍地域管理。
下花山營地
1960年代，香港政府亦曾批出荃灣西約的土地予香港童軍總會，命名為「下花山營地」。後因交通和水源問題不能解決，被迫於1977年12月交回香港政府。
大潭童軍中心
1972年9月，利用由柴灣營地換取的大潭用地建成「大潭童軍中心」落成啟用。這營地還包括一個海上活動中心。位於香港島大潭大潭港，大潭水塘附近的一個山谷。附近有大潭篤，是一個紅樹林區。這個營地適合宿營及露營，可作童軍訓練及給公眾租用。而港島童軍擁有這個營地的優先使用權。可進行繩網,攀石,射箭,先鋒工程, 獨木舟等活動。
洞梓童軍中心
位於新界大埔洞梓的「洞梓童軍中心」於1975年3月9日正式啟用，此童軍中心最初名命為「香港童軍訓練中心」。營地可配合附近的大尾督海上活動中心共同使用。
大尾督海上活動中心
位於大埔大尾篤。中心提供船艇設施，可供團體及學校舉辦海上活動與訓練。
白沙灣譚華正海上活動中心
位於西貢白沙灣，是香港童軍總會東九龍地域於1980年與政府簽訂土地契約所得，最初名命為「白沙灣海上活動中心」。中心設有燒烤場、營火場、先鋒工程用品、球類及棋類用品供營友免費借用，亦可提供教練指導營友使用各類船艇。
沙田童軍中心
位於沙田東部的作壆坑，是一可作野外露營訓練的場所。
蔡志明聯光童軍中心
位於元朗大棠路大棠村1號，可供團體、學校、教會或工商機構舉辦領袖才訓練營及聯誼活動等。

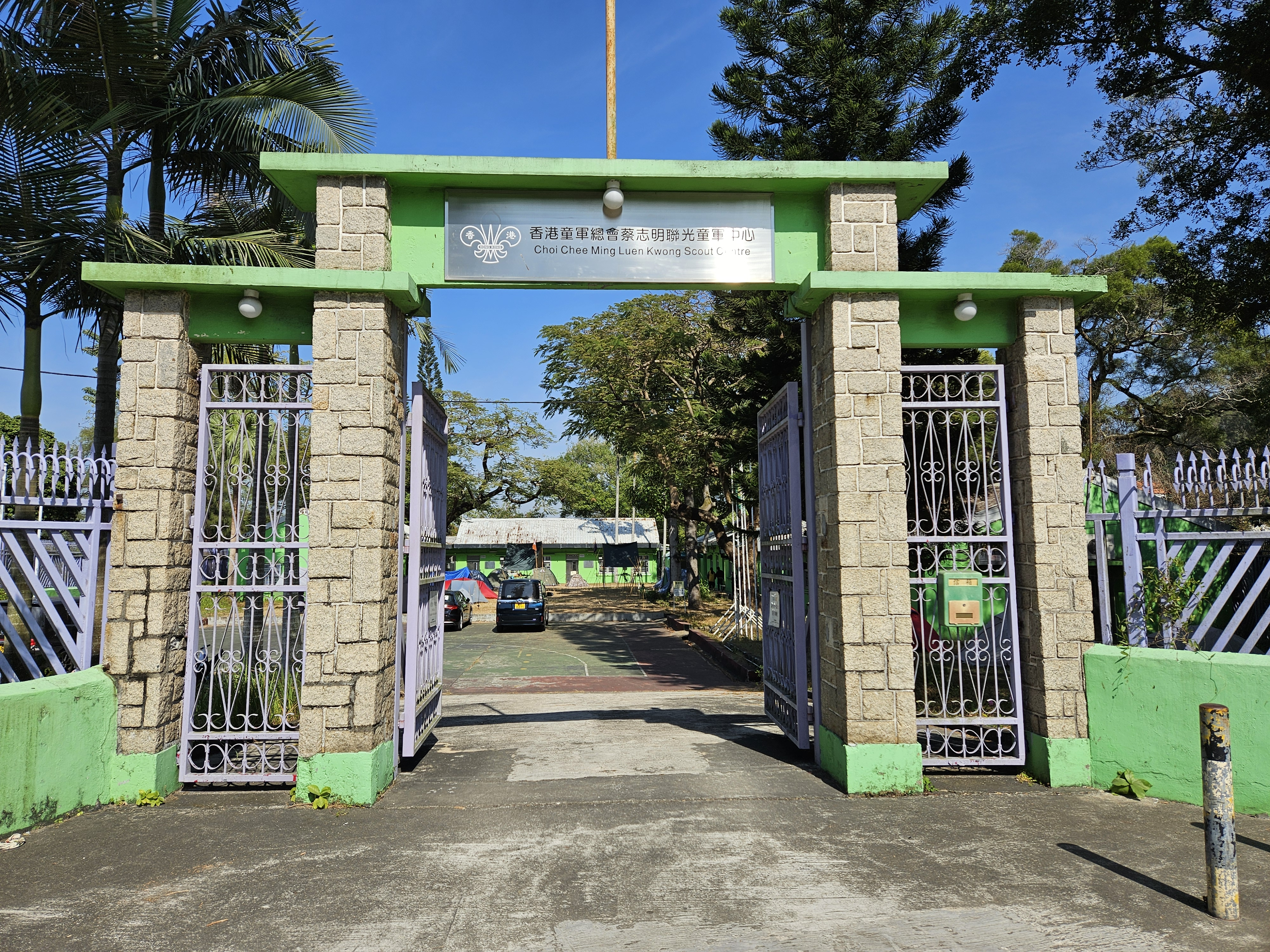
香港童軍總會蔡志明聯光童軍中心門樓
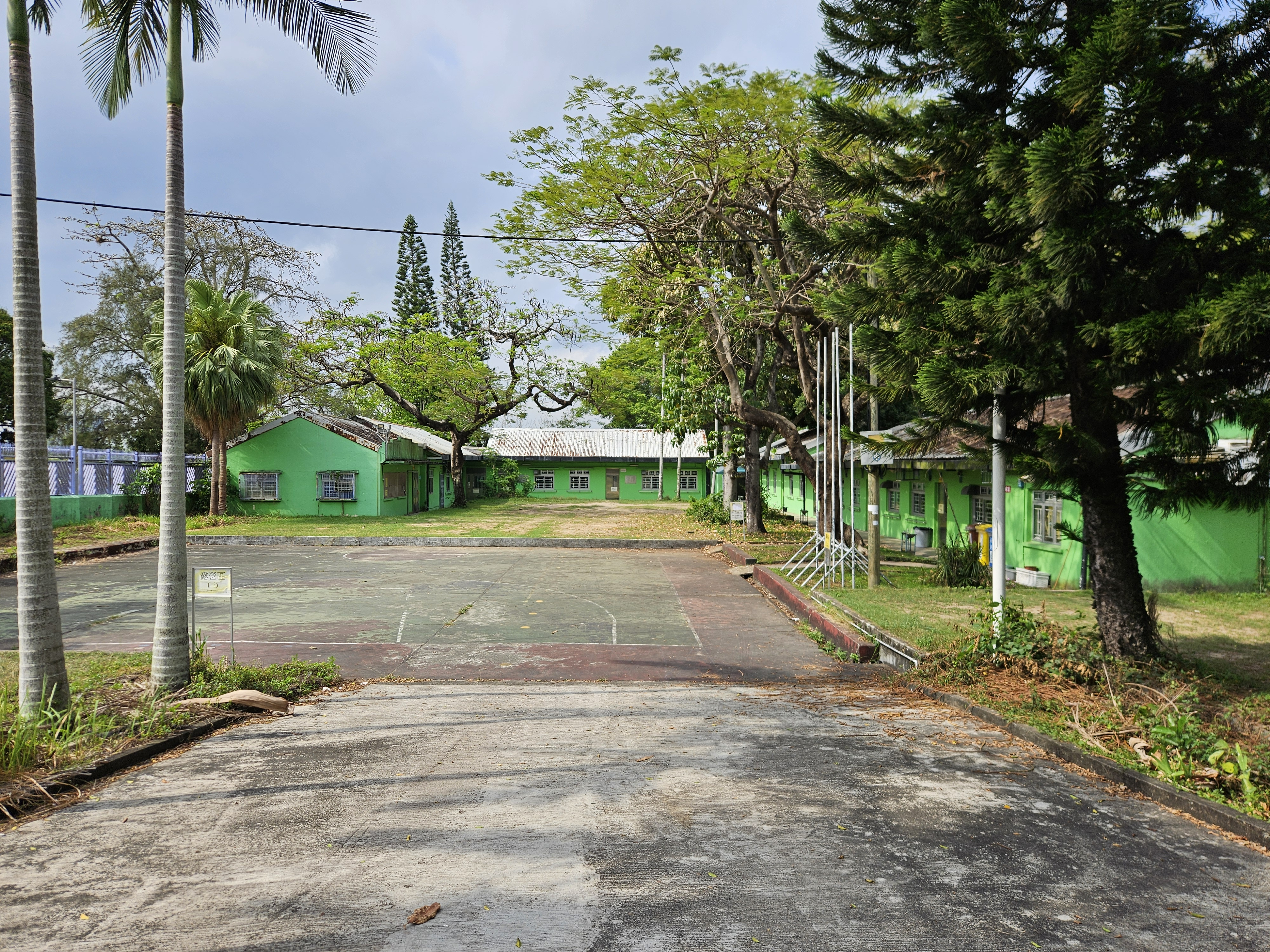
香港童軍總會蔡志明聯光童軍中心

現時香港童軍總會轄下共有8個營地，分別為:
- 總會領袖訓練學院：王兆生領袖訓練中心
- 港島地域：大潭童軍中心、劉漢華夫人童軍訓練中心
- 九龍地域：基維爾營地
- 東九龍地域：白沙灣譚華正海上中心
- 新界地域：大尾督海上活動中心、沙田童軍中心、蔡志明聯光童軍中心、洞梓童軍中心
- 新界東地域：(所有位於新界東地域域界内的營地仍由新界地域管理)

## 活動

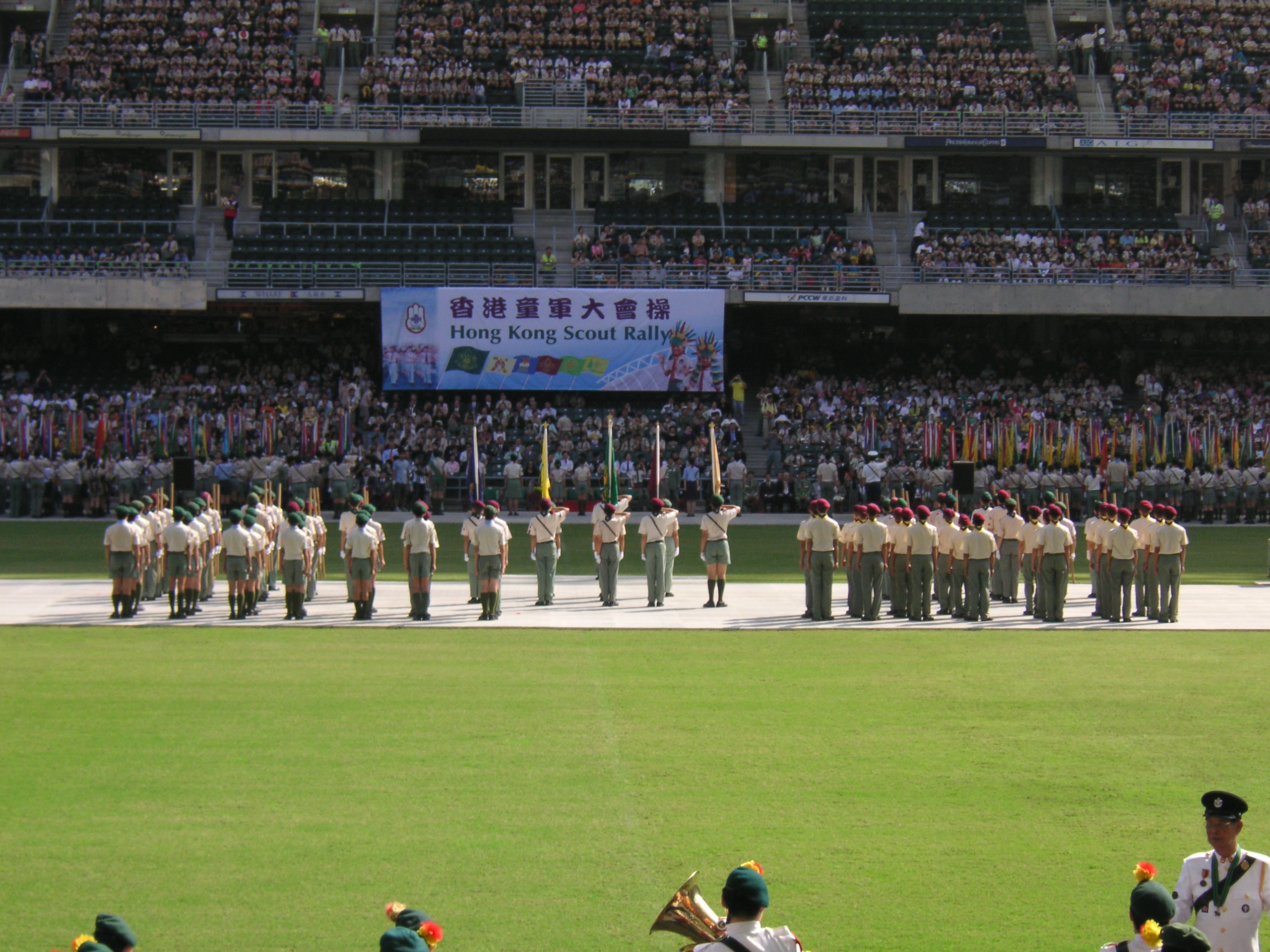
2005年於香港大球場舉行的香港童軍大會操

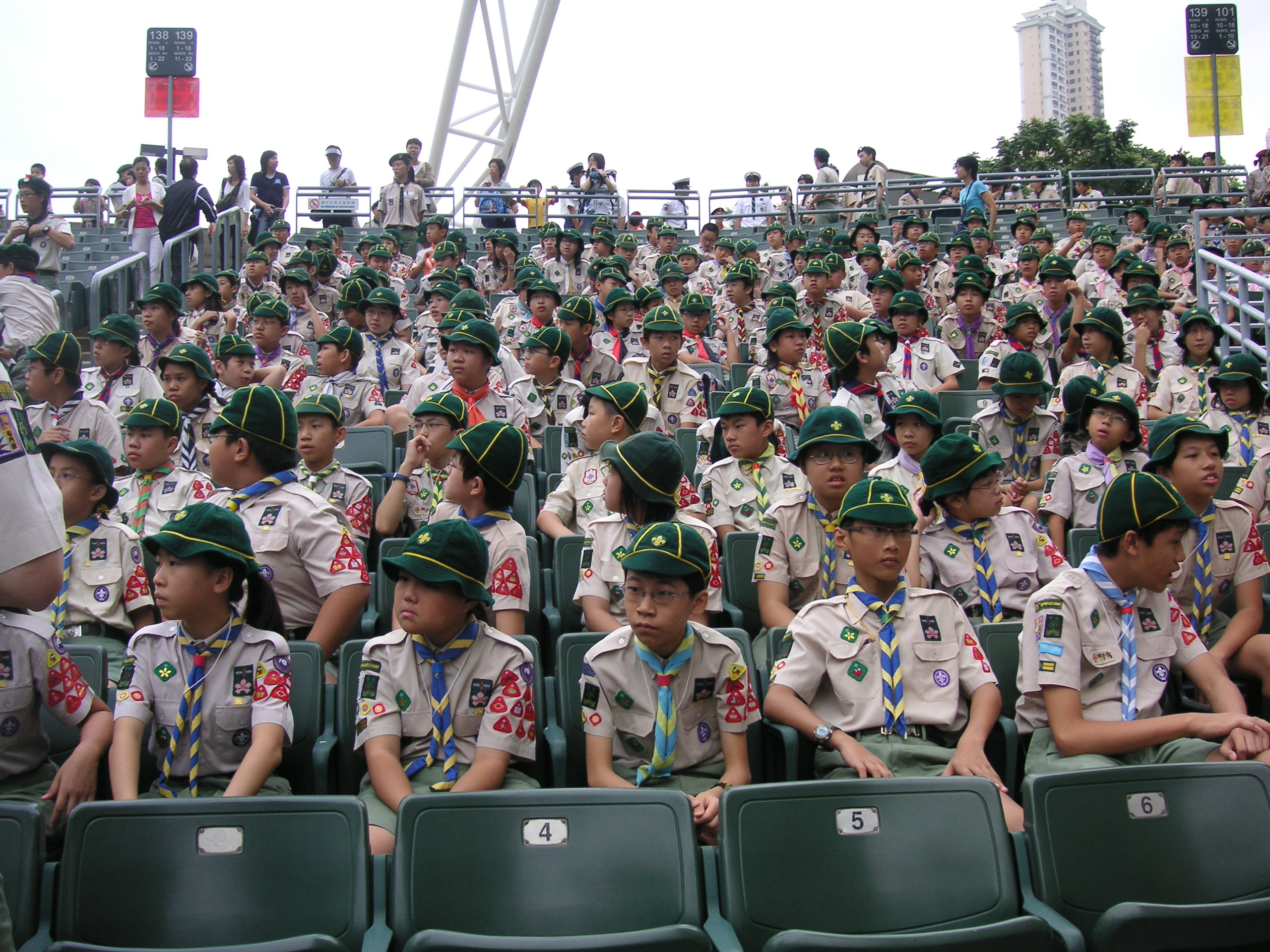
香港童軍大會操中的幼童軍成員

### 香港童軍大會操
香港童軍大會操是香港童軍每年眾集的大日子，亦會表揚各有出色表現的童軍成員及有貢獻的領袖。同時每年很多的步操精英會齊集會場去競奪步操比賽的獎項。通常會於香港大球場舉行。
第一屆香港童軍大會操於1915年舉行。第一次世界大戰後於1921年1月8日在花園道口的美利操場(現長江集團中心的位置)舉行戰後首次大會操。

### 香港童軍大露營
最近一次全港性童軍大露營舉行是「香港童軍105周年紀念大露營」(2016年12月23日至12月27日)。而最早的大露營約於20世紀30年代於西貢灣仔半島舉行。
第二次世界大戰後, 首次全港性的「香港童子軍大露營」是1957年10月19日至10月22日舉行，地點是新界金錢村，參加者共1,361人。為了紀念香港童軍50年，1961年12月27日至1962年1月2日在啟德機場附近的九龍仔(即現在的九龍仔公園)舉行了─ 香港金禧大露營，這亦是首次在香港舉行之國際大露營。主題為天下一家，這次一共有2,732人參加。
為紀念香港童軍60年，原定1971年7月23日至7月29日於青山大興邨現址舉行了鑽禧大露營。有5000人參加，大會主題為大同。但活動因熱帶氣旋影響而推遲一日，而部分設施亦受破壞。活動轉向屯門舉行。
1986年為紀念香港童軍75周年紀念。於西貢大埔仔高希馬軍營（香港科技大學現址）舉行了香港鑽禧大露營。日期為1986年12月27日至1987年1月1日。大會主題為邁進。這次是香港童軍總會成為世界童軍組織正式會員後的第一次大露營。 
而1999年12月28日至2000年1月2日於西貢灣仔半島舉行了跨世紀大露營，跨過了千禧年。主題為邁向新紀元，同享大自然。這一次大露營足足於上次大露營14年後才舉行。一共有3,350名人士參加。
總會於2年之後，2001年12月23日至12月26日在西貢灣仔半島舉行了香港童軍90週年紀念大露營。這次主題為竭盡所能。隨了本土童軍外，還有九個地區的代表。共3,500人參與。
為紀念香港童軍95周年及世界童軍100周年，總會於2006年12月27日至2007年1月1日於尖沙咀西九龍文娛藝術區預留地舉行了大都會露營。有史以來第一次於維港旁舉行的大露營。亦是第一次於市區舉行的大露營。這次大會主題為和平獻禮。有4,225人參加。包括600名來自中國大陸、臺灣及其他地區的海外人士參加。於這次活動中其中一個大型紮作因強風被吹倒。有一名參加者與一名工作人員受傷。
而2007年7月29日至8月3日，為了響應第21次世界童軍大露營，於西貢萬宜水庫西壩舉行慶祝童軍百周年世界同步大露營。

### 模範童軍選舉
模範童軍選舉(Scout of the Year election)於1987年首次舉行，以表揚在各方面均有傑出表現的童軍成員，並為其他童軍成員樹立典範。所有模範童軍均有機會參與童軍宣傳及交流活動，藉此擴闊視野，增廣見聞。每位模範童軍將獲頒發模範童軍肩帶及証書，有機會代表童軍總會出席童軍宣傳及交流活動。由1987年至2023年，共有213名童軍成員獲選為模範童軍。
甄選程序
- 初選：由多位公共關係署總監組成的評審委員會核實候選人之有關資料，並選出較優越的候選人進入複選。
- 複選：通過初選之候選人必須出席複選，並經由香港總監、副香港總監、助理香港總監或他們的代表所組成的內部評審委員會評核，表現較佳的候選人將可進入最後評選。
- 最後評選：進入最後評選之候選人將獲社會知名人士、青少年∕社區組織代表及贊助單位代表組成的外界評審委員會接見，從而選出該年度之「模範童軍」。

#### 模範童軍會
為加強模範童軍之間的聯繫，提供機會予現役及非現役之模範童軍與香港童軍總會保持聯繫，並凝聚歷屆模範童軍的力量為童軍運動及社會事務作出貢獻香港童軍總會模範童軍會(Scout of the Year Association)終於在2010年正式成立。

### 海童軍錦標及童軍賽船大會
童軍賽船大會(Scout Regatta)設有下列比賽項目
- 海童軍錦標 (童軍標準艇技巧賽，只限海童軍和深資海童軍參與)
- 童軍標準艇技巧錦標（國慶盃）(童軍標準艇技巧賽，只限非海童軍參賽者)
- 童軍標準艇錦標 (童軍標準艇速度賽，只限童軍及深資童軍支部成員)
- 主席錦標 (童軍標準艇速度賽，只限樂行童軍及領袖成員)
- 馬登錦標 (獵人級風帆-Hunter 140雙人賽事，只限童軍及深資童軍支部成員)
- 羅漫煦錦標 (單桅風帆禮帽級-Topper單人賽事，只限童軍支部成員)
- 420錦標 (420級風帆賽事，每隊2人，只限童軍、深資童軍及樂行童軍及領袖成員)
- 獨木舟錦標 (單座獨木舟賽事，距離約200米，分童軍組-林志凡錦標、深資童軍組、樂行童軍及領袖組-何恩民錦標及女子公開組)
- 獨木舟長途錦標（單座獨木舟賽事，童軍組距離約5公里，其他組別距離約10公里，分童軍組-王文漢錦標、深資童軍組-俞忠衛錦標、樂行童軍及領袖組-張啓環錦標及女子公開組-陳耀宗錦標）
- 滑浪風帆錦標 (分為公開組、童軍及深資童軍組及女子組)

海童軍錦標(Sea Scout Trophy)乃傳統海童軍之海童軍標準艇(Sea Scout Standard Boat)技巧及操作賽事。由1隊海童軍或深資海童軍成員參加，船員由6名槳手 (Oarsmen) 、1名船首員 (Bowman) 及1名舵手 (Coxswain) 組成，舵手可由領袖出任。冠軍隊伍可獲頒授海童軍錦標。
獎項
每年海童軍錦標之冠軍舵輪獎座將由香港童軍總領袖於香港童軍大會操中頒發。

### 全港童軍典禮及步操比賽
前身為全港童軍步操比賽，分別有公開組(所有成員)、童軍組(童軍支部)及體驗組步操比賽。
現時設有比賽項目
- 步操比賽(體驗組、童軍組及公開組)
- 團呼比賽
- 快樂傘比賽
- 升旗比賽

獎項
- 步操比賽分別設冠、亞、季軍獎杯及獎牌
- 步操比賽各組別另設最佳司令員獎及新秀獎（新秀獎將頒予未曾參與上兩屆比賽及於今屆比賽中表現最優秀之隊伍）
- 升國旗儀式比賽分別設冠、亞、季軍獎杯。
- 步操比賽童軍組冠軍將獲頒發「青少年活動委員會主席盾」及冠軍彩帶(銀色旗穗)。
- 步操比賽公開組冠軍將獲頒發「青少年活動委員會主席盃」及冠軍彩帶(金色旗穗)。
- 團呼比賽冠軍將獲頒發「青少年活動委員會主席碗」。
- 連續3屆 參加步操比賽之比賽隊伍將獲頒發「青少年活動總監嘉許」。

### 優異旅團獎勵計劃[22]
「優異旅團獎勵計劃」自1999年首次舉辦，旨在嘉許在過去一年內表現出色的旅團，藉此鼓勵旅團積極參與童軍活動，
並提升行政、訓練及發展等各方面的水準。
評審方式及準則
以團為單位，包括小童軍團、幼童軍團、童軍團、深資童軍團及樂行童軍團。
評審內容包括旅團發展、活動、訓練及服務、行政和財政管理等各項。
獎項
由於評選是以團為單位，所以各獲評選為年度優異旅團獎的團員均可獲得由總會頒發的「優異旅團章」佩戴於制服上，以嘉獎他們的傑出表現。
獲獎單位更會獲頒「優異旅團彩帶」，以繫於旗桿頂上，並於每年一度的香港童軍大會操中展示，與各地域及區的旅團一同分享榮譽。
現時優異旅團章和優異旅團彩帶共有3 種顏色，分別是紅色、紫色和粉藍色，每年輪流使用，每枝旗桿上最多可掛最近3年獲頒的彩帶。

### 嘉爾頓錦標賽[23]
簡介
- 「嘉爾頓錦標賽」（Carlton Trophy Competition）為童軍支部最高水平之技能比賽，旨在以童軍精神和誓詞規律為本，透過各項比賽來考驗參賽隊員之童軍技能和小隊合作精神，並利用野外生活提高其對自然環境的重視，藉此讓各童軍團得以交流和切磋，提高童軍技能之水準。比賽亦選出最優秀之小隊，以作典範。

歷史
- 1949年，隨英國海軍調派至香港之田家騰（Carlton W. TINN），其本身為一資深童軍領袖，並完成木章訓練，且於1947年在英國被委任為童子軍訓練主任（俗稱4粒木，現稱領袖訓練主任）。到香港後即參與本港之童軍運動，並獲委任為領袖訓練主任（Deputy Camp Chief），協助戰後香港童軍之重組和艱巨之領袖訓練工作。
- 1951年，田家騰更被委任為香港副總監（Deputy Colony Commissioner），協助升任香港總監的柯昭璋，田氏和同為英國海軍之訓練總監顧華牧師（Rev. T. E. GOVER）皆認為童子軍支部和新成立之深資童子軍支部應各有一個全港團際比賽。故田氏捐贈一面錦旗「嘉爾頓錦標」（The Carlton Trophy）作為全港童子軍團比賽獎旗之用，原本之全港威爾斯太子錦標改為新成立的深資童軍支部比賽用。
- 嘉爾頓錦標賽最初是團際比賽，但自1955年起則改為區際賽。但到1968年，因應童軍新制之推行，故亦回復為原先之團際比賽，由每地域選派3小隊參加。最初每年舉行一次，但自1957年起則改為隔年舉行。其中1961年因舉行金禧大露營而押後一年舉辦，而1965年更因事停辦。近年，嘉爾頓錦標賽通常是一天外野日及一次固定性小隊露營，各參賽小隊須由地域提名，每地域最多可選派3個不同童軍旅的小隊參賽。

獎項
- 各主要比賽單項設冠軍獎勵予該單項成績最優異之小隊，比賽總成績設冠、亞、季、殿4項獎勵予成績最優異之小隊。
- 冠軍小隊將於香港童軍大會操上獲頒授「嘉爾頓錦標」及「冠軍彩帶」。「嘉爾頓錦標」由冠軍小隊之旅團保存2年。冠軍彩帶則由冠軍小隊之旅團永久保存，並可於2年內懸掛於童軍團旗上。

近年成績
| 年份 | 冠軍         | 亞軍         | 季軍          | 殿軍         | 單項組別冠軍 | 單項組別冠軍 | 單項組別冠軍  | 單項組別冠軍           | 單項組別冠軍  | 單項組別冠軍 | 單項組別冠軍 | 單項組別冠軍        |
| 年份 | 冠軍         | 亞軍         | 季軍          | 殿軍         | 露營檢查     | 營地烹飪     | 營地建設/營藝 | 遠足/野外活動/野外挑戰 | 救傷/急救     | 先鋒工程     | 原野烹飪     | 社區與環境/團隊機智 |
| ---- | ------------ | ------------ | ------------- | ------------ | ------------ | ------------ | ------------- | ---------------------- | ------------- | ------------ | ------------ | ------------------- |
| 2006 | 十八鄉第2旅  | 港島第15旅   | 港島第1旅     | 九龍第136旅  | ----         | 港島第1旅    | 十八鄉第2旅   | 十八鄉第2旅            | 東九龍第117旅 | 港島第15旅   | 十八鄉第2旅  | ----                |
| 2008 | 港島第15旅   | 港島第12旅   | 港島第1旅     | 大埔北第17旅 | ----         | 港島第15旅   | 港島第15旅    | 大埔北第17旅           | 港島第12旅    | 新界第1199旅 | 北葵涌第8旅  | ----                |
| 2010 | 港島第16旅   | 港島第15旅   | 東九龍第117旅 | 九龍第93旅   | ----         | 港島第16旅   | 港島第16旅    | 港島第16旅             | 東九龍第117旅 | 港島第16旅   | 九龍第53旅   | 九龍第93旅          |
| 2012 | 港島第10旅   | 港島第16旅   | 北葵涌第13旅  | 大埔北第17旅 | 港島第10旅   | 港島第16旅   | 港島第16旅    | 北葵涌第13旅           | 港島第10旅    | 大埔北第17旅 | 港島第10旅   | ----                |
| 2014 | 港島第16旅   | 北葵涌第13旅 | 九龍第67旅    | 港島第5旅    | 北葵涌第13旅 | 港島第16旅   | 港島第16旅    | 港島第16旅             | 元朗西第30旅  | 元朗西第30旅 | 北葵涌第13旅 | 港島第5旅           |
| 2016 | 港島第15旅   | 北葵涌第13旅 | 九龍第93旅    | 港島第5旅    |              |              |               |                        |               |              |              |                     |
| 2019 | 北葵涌第13旅 | 大埔南第11旅 | 港島第12旅    | 港島第10旅   |              |              |               |                        |               |              |              |                     |

### 深資童軍錦標賽[30]
簡介

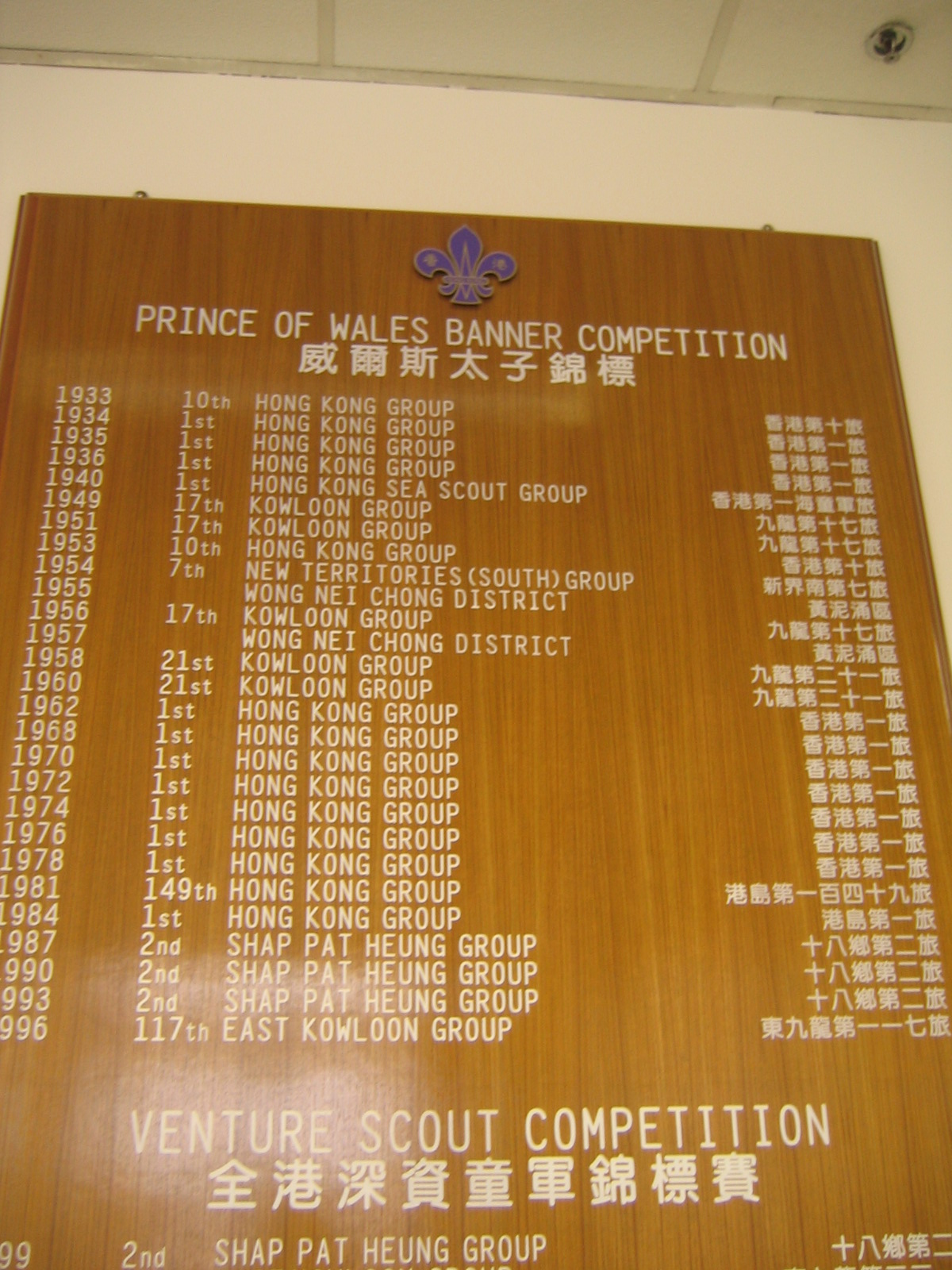
歷屆優勝隊伍

- 三年一度的全港深資童軍錦標賽(Venture Scout Competition) ，包括野外挑戰，童軍技能和其他項目，以挑選出表現最優秀的深資童軍團。比賽內容主要以深資童軍訓練綱要為本，如團隊合作、露營技能、繩結等，輔以一些現時青少年所關注及熱衷的題材等。

歷史
- 1922年4月6日，溫沙公爵(愛德華八世)即當年的英國皇儲愛德華（Edward）威爾斯太子隨同所服役之軍艦抵港訪問(依照英國皇室傳統，皇儲是受封為威爾斯太子的，故愛德華於1911年封為威爾斯太子，並且亦出任威爾斯童軍總領袖)。在太子留港期間他受到本港童軍人士熱誠款待，且曾訪問了一些童軍組織。他並同意捐贈一面繡有其「紋章」之錦旗授予總會，作為全港性童軍比賽之錦標，這支錦旗便稱為威爾斯太子錦標(Prince of Wales banner Competition)。翌年的5月26日，首屆威爾斯太子錦標賽便在港島快活谷馬場舉行。
- 戰前比賽內容，主要是一項露營比賽，另加一次童軍技能比賽。由於當時並未設有深資童軍支部，該比賽是一項童軍團比賽。直至1951年深資童軍支部已漸具規模時，則改為深資童軍比賽。
- 威爾斯太子錦標比賽在1958年前都是每年舉辦一次，以後則改為隔年一次，逢雙數年舉辦，1981年起三年舉辦一次。此外，該項比賽自戰前至1953年都是以團為單位，由1954年起改為以區為單位，又在1968年改為每地域選派若干小隊參加。
- 隨著香港於1997年回歸，1999年起威爾斯太子錦標比賽正式易名為全港深資童軍錦標賽。
- 近年的比賽在內容方面作極度的革新，趨於多面化，以求能全面的考驗深資童軍的智和能，並衝破著重於童軍技能的比賽方式，這項比賽對於深資童軍的活動，也起了一定的啟發作用。

獎項
- 設總冠、亞、季軍和各單項冠、亞、季軍。

### 樂行童軍錦標賽[31]
簡介
- 兩年一度的樂行童軍錦標賽(Rover Scout Trophy) ，包括社會服務計劃，傳統童軍技能和其他項目，以挑選出表現最優秀的樂行童軍團。比賽以樂行童軍精神為本，並以「友誼第一，比賽第二」的大原則下進行。

歷史
- 第一屆全港樂行童軍大賽(Rover Scout Competition)於1989年舉辦，第二屆於1992年舉辦，並改稱訓練總監盃(Training Commissioner's Cup Competition)。
- 自2000年舉辦的第六屆比賽起改稱樂行童軍錦標賽(Rover Scout Trophy)

獎項
- 各單項比賽均設有冠、亞、季軍獎項。
- 各單項比賽將因應其獨特性而加設特別獎項。

### 童軍獎券籌募活動

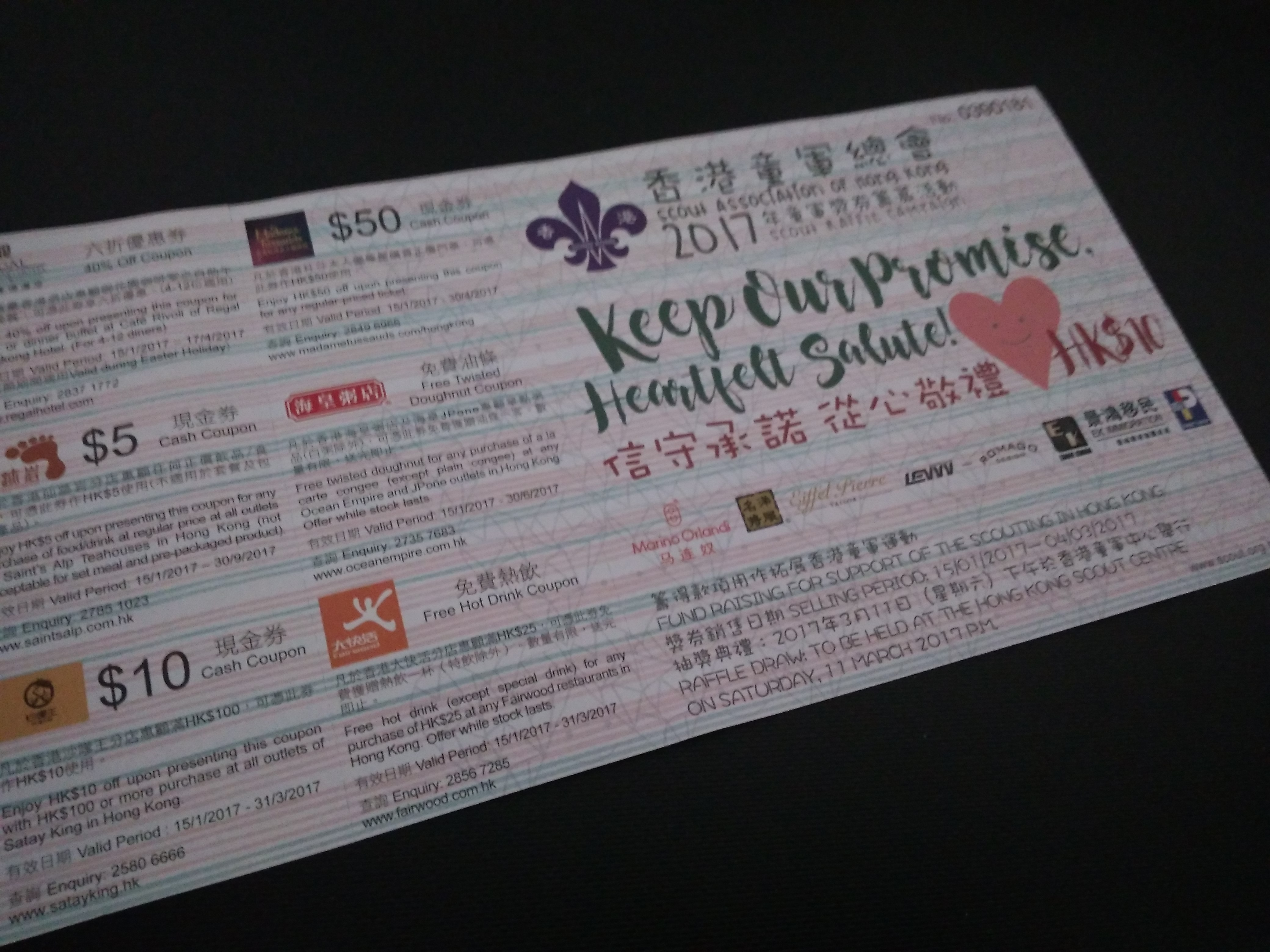
2017年的童軍獎券

香港童軍總會每年均會舉辦童軍獎券籌募活動，售賣童軍獎券，所得收入會用作推展童軍運動。

## 各支部組織[32]

### 小童軍團（Grasshopper Scout Ring）
- 團長（Grasshopper Scout Leader）
- 副團長（Assistant Grasshopper Scout Leader）

### 幼童軍團（Cub Scout Pack）
- 團長（Cub Scout Leader）
- 副團長（Assistant Cub Scout Leader）
- 教練員 (Instructor)
- 隊長（Sixer）
- 副小隊長（Second）

### 童軍團（Scout Troop）
- 團長（Scout Leader）
- 副團長（Assistant Scout Leader）
- 教練員（Instructor）
- 團隊長（Senior Patrol Leader）
- 小隊長（Patrol Leader）
- 副小隊長（Assistant Patrol Leader）

#### 小隊長會議（Patrol Leaders' Council）
團部的其中一個會議，由團長召開。

### 深資童軍團（Venture Scout Unit）
- 團長（Venture Scout Leader）
- 副團長（Assistant Venture Scout Leader）
- 全體團員大會（General Meeting）
- 執行委員會（Executive Committee）

### 樂行童軍團（Rover Scout Crew）
- 團長（Rover Scout Leader）
- 副團長（Assistant Rover Scout Leader）
- 全體團員大會（General Meeting）
- 管理委員會（Management Committee）

## 特能童軍

### 特能童軍簡介
「特能童軍」（Extension Scout）的成立是為了將童軍運動推廣到殘疾的青年人，並本著童軍無分傷與健的精神。
童軍運動始於一九零七年時，相信當時有一些弱能人士參與童軍，因此，成立「特能童軍」的意念並不新穎。但是，在大多數有童軍活動的國家中，殘疾青少年參與童軍活動的機會並不如那些所謂「正常」青少年那麼容易。
更不幸的，當用上「特能童軍」一詞的時候，就自動地被分隔、置於一旁，且被視為另外異於一般的童軍。這其實完全不是那回事，童軍活動的對象是所有的青少年，不論是健全或殘疾人士，也是接受相同童軍基本原則的活動和訓練，以達致童軍運動的目的。因此，對於我們提及的「特能童軍」實在有需要給予特別的注意，這並不是因為它是一種特別的童軍，而是因他們需要一些特別的資料和一些特別的心思力量力才能使所有年青人，包括那些傷殘的，都能從童軍運動中受益。

### 香港特能童軍活動[33]
香港在五十年代，傷殘兒童的福利與教育，尚未廣為社會人士所關注。香港童軍總會察覺到身體傷殘兒童也應像普通兒童一樣，有機會參加童軍運動，享受童軍生活的樂趣。
1955年11月27日喜靈洲痲瘋病院的喜靈洲第一旅成立。
遂於1956年8月1日組織弱能輔助團(Handia)，弱能童軍支部成立，委任弱能童軍總監，成立弱能童軍小組委員會，開辦弱能童軍旅。 
在成立初期，共有九個弱能童軍旅，分別為聾童、盲童、肢體殘缺兒童及痳瘋病院兒童提供童軍訓練與活動，使弱能兒童獲得充份發展的機會。 
1967年6月1日弱能童軍支部改組，改稱為「特能童軍活動小組」，是總會青少年活動署的一個活動小組。同年8月9至11日於飛鵝山基維爾營地舉行第一屆特能童軍大露營。
1986年11月1至2日於大潭童軍中心舉行特能童軍三十週年大露營。
特能童軍發展至1988年時有34個旅，42團包括幼童軍支部、童軍支部、深資童軍支部和樂行童軍支部合共六百六十多名特能童軍。
時至今日，特能童軍活動小組是總會青少年活動署的一個活動組別，並非屬於一個支部。該組的角色是統籌及發展特能童軍的活動和訓練，使弱能青少年有機會參與童軍運動。透過活動和訓練發揮他們的潛能和信心，融入社會，以達成傷健共融及童軍運動之目的。特能童軍類別有視障、聽障、智障、自閉及肢體殘障等。

## 知名童軍人士
以下列表是指曾任童軍的香港公眾人士，不一定指其目前是童軍，當中並未包括會務委員。
- 劉遵義，GBS，JP - 香港中文大學前校長(2004年-2010年)，前行政會議成員[36]
- 張建東，GBS，OBE，JP - 前香港立法局議員，前行政會議成員[36]
- 李國能，大紫荊勳賢，CBE，JP - 香港終審法院前首席法官[36]
- 李慧琼，SBS，JP - 立法會議員（區議會（第二））、立法會內務委員會主席、前行政會議成員[37]
- 蔡子健 - 藝人[38]
- 林超英，SBS - 香港天文台前台長[39]
- 謝偉俊，JP - 立法會議員（九龍東），曾任「國際及公共關係署總部總監」[40]
- 黎廣德 - 公民黨前副主席，公共專業聯盟創會主席[41]
- 曾鈺成，大紫荊勳賢，GBS，JP - 前香港立法會主席[42]
- 曾德成，GBS，JP - 前民政事務局局長[43]
- 孫明揚，GBS，CBE - 前教育局局長[44]
- 黃仁龍，大紫荊勳賢，SC，JP - 前律政司司長[45]
- 梁卓偉，GBS，JP - 香港大學李嘉誠醫學院院長、前行政長官辦公室主任、前食物及衛生局副局長
- 許淇安 - 前香港警務處處長

## 爭議

### COVID-19疫情期間
2020年2月8日，民政事務局要求童軍協助防疫，到隔離營工作每更 8 小時。有領袖質疑，就連醫管局都未有足夠外科口罩儲備，擔心童軍沒有足夠防護裝備，亦質疑總會購買的意外保險，是否能保障這次新型肺炎。亦有領袖估計政府無法在公務員體系找到足夠人手，才向童軍招手。民主黨立法會議員林卓廷炮轟政府，同黨區議員嚴駿豪於社交網站批評政府做法，質疑保險，訓練及防護裝備問題。本身為醫生的公民黨立法會議員郭家麒指，即使有足夠防疫裝備，童軍亦不適合在隔離營出任義工，因醫護穿着保護裝備時均經過訓練，並非隨便一個普通市民可勝任，又指只有香港警察有法定權力執法並懂得急救，是最有條件到隔離營工作。亦有媒體批評，為何香港警察獲得政府大量資源，卻在這些時候缺席。
其後童軍總會回應，表明參與這次服務屬自願性質，會向成員詳細講解服務性質及工作內容，由成員決定是否參與，並作出甄選，及確保成員有足夠的防疫用品。
2021年4月，《蘋果日報》揭發香港童軍總會高層於新型肺炎疫情期間，在尖沙嘴香港童軍中心筵開34席榮休晚宴招待逾百人。事後童軍總會和涉事酒家被控違反「限營業令」和「限聚令」等7項傳票控罪。在2022年7月6日，控方撤回對2名童軍高層的傳票，並以簽保守行為處理餘下一高層的傳票。其餘4名被告則不認罪。到2023年1月9日，控方表示考慮到宴會處所由酒家負責營運，要求酒家就控罪答辯，最後判罰款3.5萬元，酒樓經理以2000元自簽保守行為12個月。童軍總會獲不提證供起訴。

## 外部連結
- 香港童軍總會（页面存档备份，存于）